# Barbus innocens
Barbus innocens är en fiskart som beskrevs av Pfeffer, 1896. Barbus innocens ingår i släktet Barbus och familjen karpfiskar. IUCN kategoriserar arten globalt som livskraftig. Inga underarter finns listade.